# المنجاز
المجناز أو مجناز هو تمر ورطب ينتج في محافظة الأحساء في المنطقة الشرقية في المملكة العربية السعودية، في بعض الدول الأخري مثل سلطنة عمان.

## الوصف
يعتبر المنجاز من الأصناف المبكرة التي تنضج مبكرًا خلال شهري مايو ويونيو وتضم أيضًا أصناف وتضم أصناف طيار، غر، ماجي، بكيرة بالمنطقة الشرقية، ويعتبر صنف المنجاز من الأصناف الأقل إصابة بسوسة النخيل الحمراء مع أصناف شهل، شبيبي، شيشي، حاتمي، أم رحيم، رزيز، ويعد رطب المنجاز أكثر جودة من رطب الطيار.

## فوائد الرطب
يحتوي الرطب على العديد من الفيتامينات، والمعادن، والبروتينات، والألياف الغذائية، والكربوهيدرات، ويمد الرطب الجسم بالسعرات الحرارية.